# Charles Earland
Charles Earland fue un organista estadounidense de jazz y soul jazz.

## Biografía
La relación de Charles Earland con la música comenzó cuando era niño, tocando el saxo alto de su padre. Durante la High School tocó el saxo barítono en una banda que contaba con el guitarrista Pat Martino, el saxofonista Lew Tabackin y el trompetista Frankie Avalon, y tras su paso por la banda de la Temple University se une a la banda del organista Jimmy McGriff, con quien permanece tres años. Fascinado por la musicalidad de McGriff, Earland comienza a interesarse por el órgano Hammond, instrumento que estudia durante las pausas de su trabajo con McGriff. Cuando abandona la banda de éste adopta el Hammond como su instrumento principal, formando un trío con Par Martino y el baterista Bobby Durham.
Su primeras grabaciones con el sello Choice ven la luz a partir de 1966, y desde 1968 a 1969 Earland trabaja con Loud Donaldson, además de firmar con Prestige Records. Su primer álbum en este último sello sale a la venta en 1969, y con el título Black Talk! obtiene un gran éxito de ventas y se convierte en un clásico inmediato en el género del soul-jazz. El músico graba ocho discos más para Prestige antes de firmar con Muse, con Mercury y finalmente con Columbia. Cuando el trío de órgano comienza a pasar de moda, Earland comienza a usar sintetizadores y se pasa al pop y a la música disco con la colaboración de su esposa, la cantante y compositora Sheryl Kendrick. Tras una sucesión de álbumes de éxito que recorren el espectro estilístico del jazz, el soul y el funk (Odyssey (1976), The Great Pyramid (1976), o el recordado Revelation, de 1977), Earland entre en la década de 1980  con Coming To You Live (1980),  Earland's Jam (1982) y Street Themes (1983), todos para CBS. En 1983 obtiene un resonante éxito con su tema It's A Doggie Boogie, Baby, pero tras el fallecimiento de su esposa en 1985, el músico suspende temporalmente sus actividades musicales, pero retorna a finales de la década con dos excelentes discos de soul jazz para Milestone Records que tienen como principal protagonista a su Hammond. Durante la década de 1990 Earland vuelve a Muse Records para continuar editando sus trabajos. Finalmente, el 11 de diciembre de 1999, el músico fallece por un ataque cardíaco a la mañana siguiente de haber dado su último concierto en Kansas City. Tenía 58 años.

## Estilo y valoración
Procedente de la gran generación de organistas de soul jazz que surgieron en la década de 1960, Earland debe mayormente su fama a la exposición que logró con la serie de álbumes que editó para Prestige. Deudor de Jimmy Smith  y Jimmy McGriff, Earland, y sin ser un artista innovador, posee una técnica ágil y un sonido ligero en el órgano, además de un dominio absoluto de la  técnica de walking bass en el instrumento. Tras su muerte, la crítica continúa destacando Black Talk! como el mejor de sus trabajos.

## Discografía
- Mighty Burner (Prestige Records)
- More Today Than Yesterday (Original Jazz Classics)
- Sing a Simple Song (Prestige Records)
- Soul Crib (Choice 1969)
- Black Talk! (Original Jazz 1969)
- Charles Earland Live  (Trip 1969)
- Black Drops (Prestige 1970)
- Living Black! (Prestige 1970)
- Live at the Lighthouse (Prestige 1972)
- Charles 3 (Prestige 1972)
- Intensity (Prestige 1972)
- Introducing - Live (Giant Step)
- Freakin' Off (Big Chance)
- The Dynamite Brothers (Prestige 1973)
- Leaving This Planet (Prestige 1973)
- Kharma (Prestige 1974)
- Odyssey (Mercury 1975)
- The Great Pyramid (Mercury 1976)
- Mama Roots (Muse 1977)
- Smokin'  (Muse 1977)
- Revelation (Mercury 1977)
- Pleasant Afternoon (Muse 1978)
- Infant Eyes (Muse 1978)
- Perceptions (Mercury 1978)
- Coming to You Live (Columbia 1980)
- Burners (Prestige 1981)
- In the Pocket (Muse 1982)
- Earland's Jam (CBS 1982)
- Street Themes (CBS 1983)
- Front Burner (Milestone 1988)
- Third Degree Burn (Milestone 1989)
- Whip Appeal (Muse 1990)
- Unforgettable (Muse 1991)
- I Ain't Jivin', I'm Jammin'  (Muse 1992)
- Ready 'n' Able (Muse 1995)
- Blowing the Blues Away (High Note 1997)
- Jazz Organ Summit (Cannonball 1998)
- Slammin' & Jammin'  (Savant 1998)
- Live (Cannonball 1999)
- Cookin' with the Mighty Burner (High Note 1999)
- The Almighty Burner (32 Jazz 2000)
- Stomp! (High Note 2000)